# Рябово (Калязінський район)
Рябово (рос. Рябово) — присілок в Калязінському районі Тверської області Російської Федерації.
Населення становить 8 осіб. Входить до складу муніципального утворення Старобісловське сільське поселення.

## Історія
Від 2005 року входило до складу муніципального утворення Старобісловське сільське поселення.

## Населення
| 1859 | 1888 | 1997 | 2002 | 2010 |
| ---- | ---- | ---- | ---- | ---- |
| 133  | ↘104 | ↗123 | ↘21  | ↘8   |